# Malgersdorf
Malgersdorf település Németországban, azon belül Bajorországban. Lakosainak száma 1258 fő (2023. december 31.). Malgersdorf Arnstorf, Falkenberg és Simbach községekkel határos.

## Népesség
A település népessége az elmúlt években az alábbi módon változott:
| Lakosok száma | 309  | 791  | 840  | 998  | 1210 | 1232 | 1225 | 1225 | 1253 | 1258 |
|               | 1875 | 1950 | 1975 | 1987 | 2012 | 2014 | 2016 | 2017 | 2021 | 2023 |